# 3589 Лойола
3589 Лойола (3589 Loyola) — астероїд головного поясу, відкритий 8 січня 1984 року.
Тіссеранів параметр щодо Юпітера — 3,609.